# Jacek Namysłowski

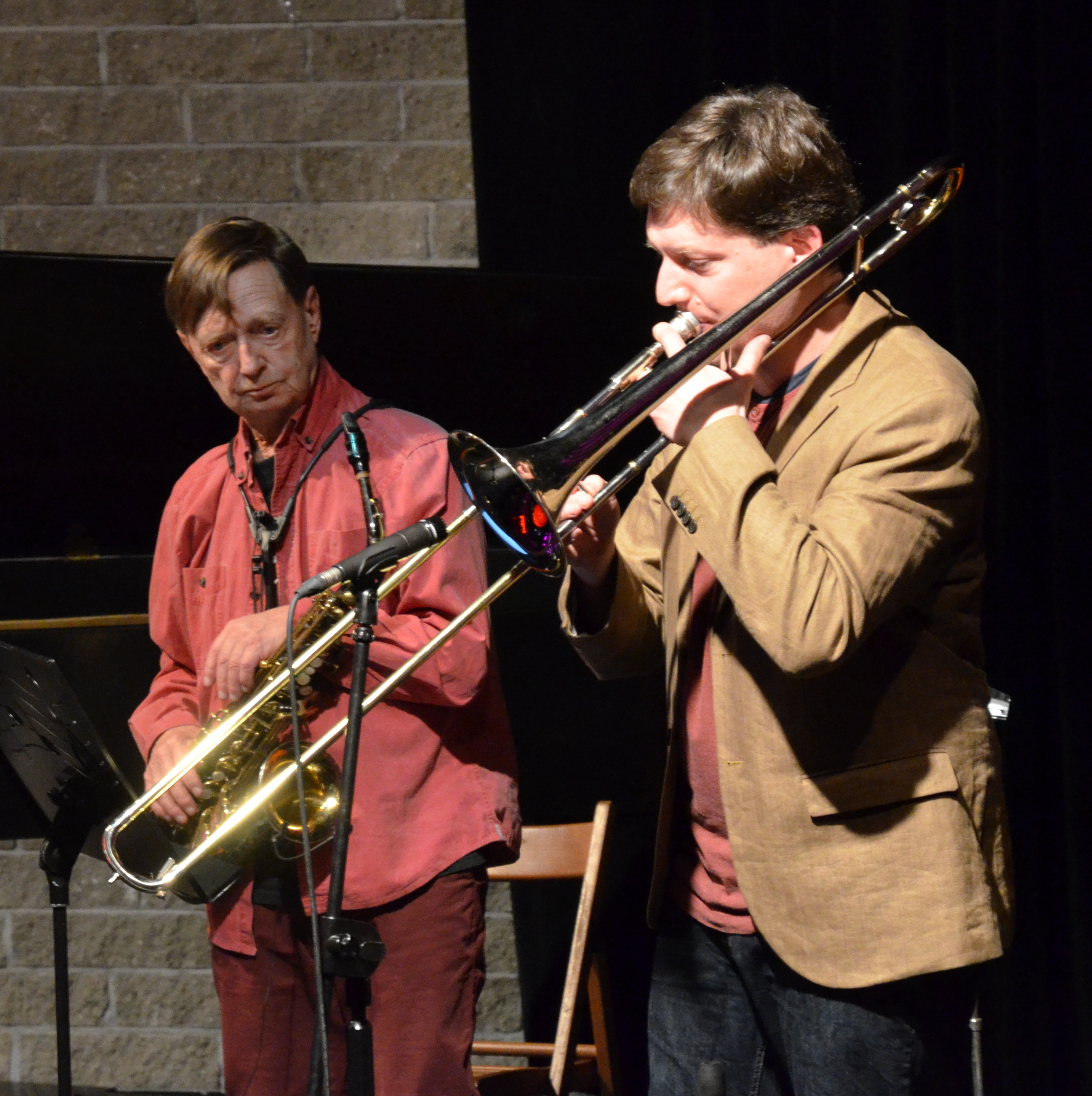
Jacek Namysłowski (rechts), im Hintergrund sein Vater Zbigniew Namysłowski (2016)

Jacek Namysłowski (* 27. Februar 1982 in Warschau) ist ein polnischer Jazzmusiker (Posaune, auch Tuba, Komposition).

## Leben und Wirken
Namysłowski stammt aus einer Musikerfamilie; der Jazzsaxophonist Zbigniew Namysłowski ist sein Vater, die Sängerin und Pianistin Maria Rumińska seine Schwester. Zunächst erhielt er Klavierunterricht. Er absolvierte die Musikgrundschule als Flötist und wendete sich auf dem Gymnasium der Posaune zu. Er schloss sein Instrumentalstudium an der Abteilung für Jazz und Popularmusik der Musikakademie Katowice mit Auszeichnung ab. 2004 besuchte er den Jazzworkshop von Jamey Aebersold in Louisville.
Während des Studiums spielte Namysłowski mit eigenem Quintett und bei der Gruppe Timeless, die 2004 ihr erstes Album Total Time veröffentlichte. Er ist langjähriges Mitglied des Quintetts von Zbigniew Namysłowski, mit dem er international tourte und die Alben Standards, Assymetry, Jazz at Prague Castle, Nice & Easy sowie Polish Jazz – Yes! einspielte. Weiterhin leitet er eine eigene Band, mit der er auch international auftritt, und gehört zum Septett von Jerzy Małek und der Big Band von Kalatówka-Tygmont. 
Erst 2015 erschien sein Debütalbum Moderate Haste, das er in Quintettbesetzung (mit dem Saxophonisten Łukasz Poprawski, dem Pianisten Łukasz Ojdana, dem Bassisten Andrzej Święs und dem Schlagzeuger Paweł Dobrowołski) präsentierte. Er ist auch auf Alben von J4zz PuZone, Maria Sadowska, Tomek Sowiński & The Collective Improvisation Group, Tricphonix, Maryla Rodowicz, Generation Next, Sasha Strunin und der Jazz Band Młynarski Masecki zu hören.

## Preise und Auszeichnungen
Namysłowski gewann 2000 mit seinem Quintett den 1. Preis beim nationalen Wettbewerb der jungen Jazzbands in Gdynia. Im Jahr 2003 belegte er mit Timeless den 1. Platz und persönlich den Einzelpreis beim Jazz-Standard-Wettbewerb in Siedlce, gefolgt vom Grand Prix bei Zadymka Jazzowa in Bielsko-Biała. Für seine herausragenden Fortschritte an der Universität erhielt er ein Stipendium des Jamey Aebersold's Summer Jazz Workshop. Sein Album Moderate Hate wurde in zwei Kategorien (Jazz-Album des Jahres) und (Jazz-Aufnahme-Debüt des Jahres) für die Auszeichnung der polnischen Phono-Industrie Fryderyk 2015 nominiert.